# Lophoptera brunneipennis
Lophoptera brunneipennis är en fjärilsart som beskrevs av Holland 1900. Lophoptera brunneipennis ingår i släktet Lophoptera och familjen nattflyn. Inga underarter finns listade i Catalogue of Life.